# National Space Institute

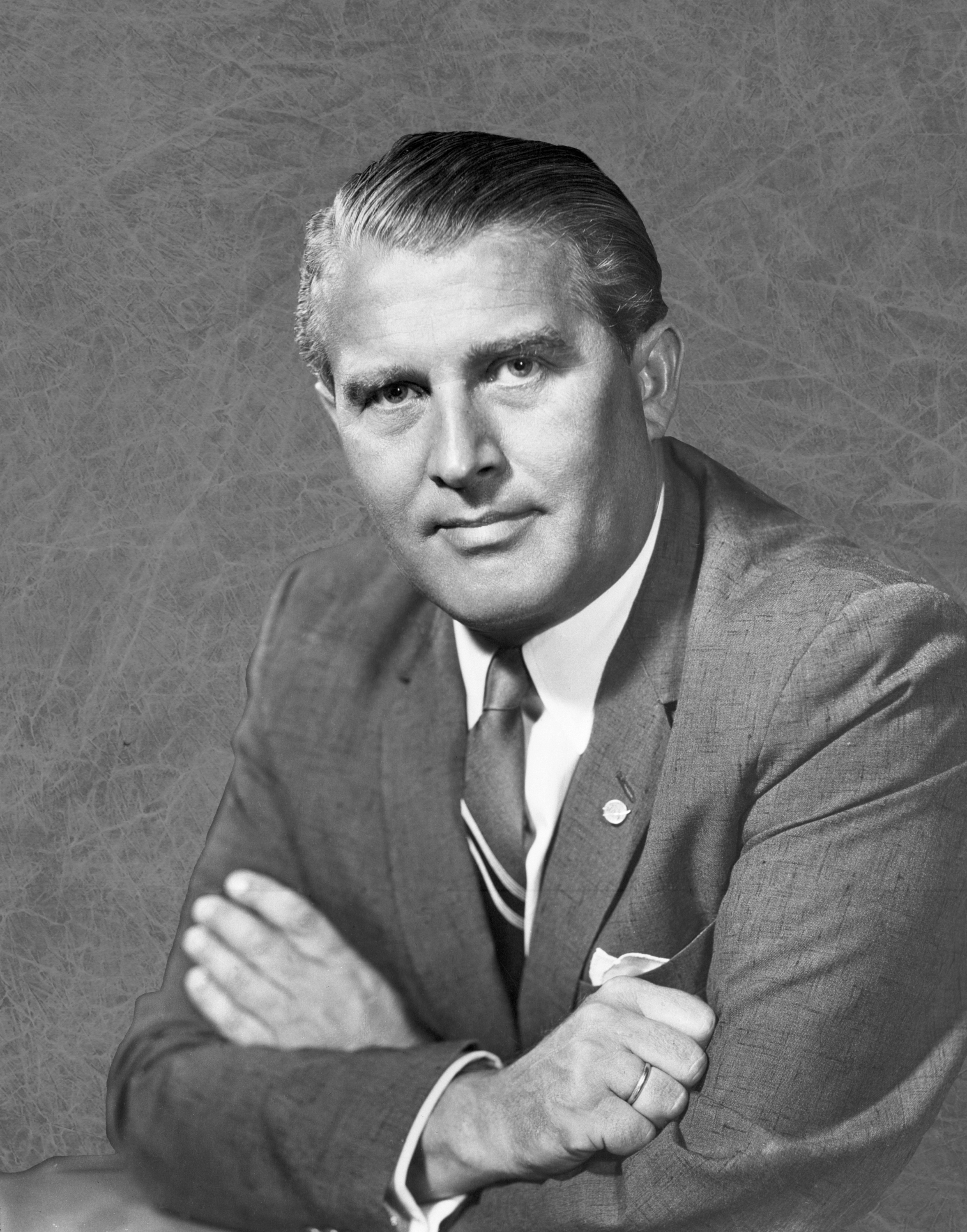
Wernher von Braun.

Le National Space Institute (« Institut national de l'espace », NSI) est un groupe de promotion de l'espace créé par Wernher von Braun en 1974 pour aider à maintenir le soutien du public au programme spatial des États-Unis.
Il a fusionné en 1987 avec la L5 Society,.